# Múzsák

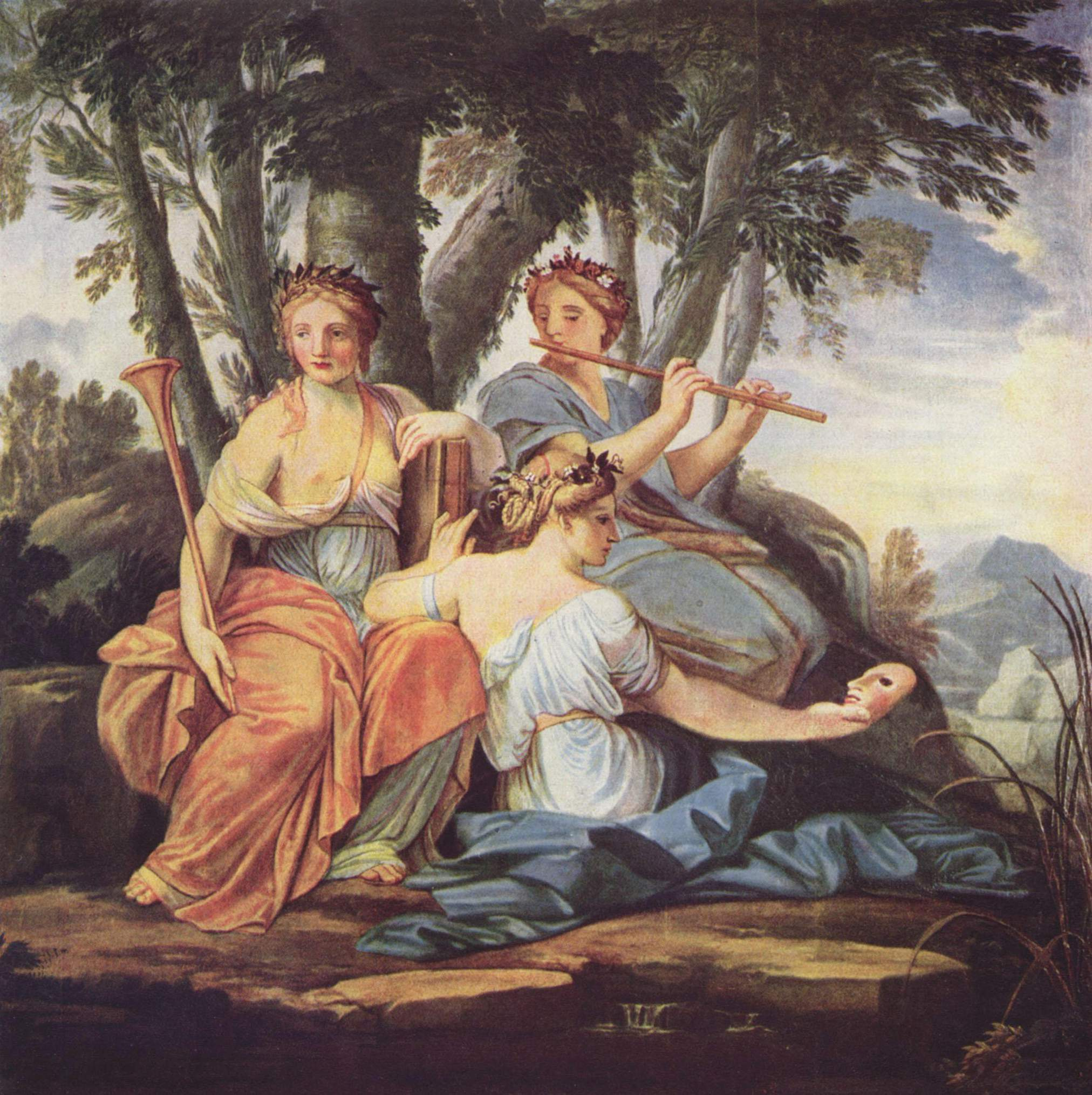
Eustache Le Sueur: A múzsák; Kleio, Eutherpé és Thaleia

A múzsák (görögül Muszai (Μουσαι): eredeti jelentése 'hegy') a görög mitológiában a mítoszok megtestesítői, a költészet, a zene, a tánc és a tudományok istennői, az emlékezés és az improvizáció ihletői. A múzsák első lakhelye az Olümposz alatti síkság, Pieria volt, csak később lett a Boiótiai Helikon-hegység, Apollón kultuszának székhelye, utóbb a Parnasszosz-hegy alján Delphoi. Más források szerint vízi nimfák voltak, akik szívesen időztek Helikón és Pieria tiszta forrásai és szép vizű folyói közelében, ezért a múzsák mellett Pieriszeknek is nevezték őket.
Hésziodosz Theogónia című műve alapján a múzsák Zeusz főisten és Mnémoszüné, az emlékezés istennőjének leányai voltak. Alkman és Mimnermosz, i. e. 7. századi lírai és elégikus költeményeiben alakjuk ősibb: Uranosz és Gaia gyermekeiként jelennek meg. Pauszaniasz görög történetíró és földrajztudós nézete szerint pedig a múzsáknak két generációja létezett: az első Uranosz és Gaia gyermekei, a második generáció pedig Zeusz és Mnémoszüné lányai. Gaia és Uranosz gyermekeit nemcsak múzsáknak, hanem Titanusoknak is nevezték.

## Múzsák és mítoszok
Pauszaniasz szerint eredetileg három múzsa volt: Aoidé („Dal”, „Éneklés”), Meleté („Gyakorlás”) és Mnémé („Emlékezés”), nevük a költői gyakorlat három alapfeltételére utal. Delphoiban szintén három múzsának állítottak szentélyt, de neveik mások voltak: Neté, Meszé és Hüpaté amelyek az ókori időkben használatos líra három húrjának elnevezése.
A korai hagyományok szerint a negyedik múzsa Arkhé (Arche) volt.
Hésziodosz már kilenc múzsáról ír, akiket név szerint is megnevez. Legfőbb feladatuk, hogy megénekeljék az istenek és titánok harcait, valamint enyhítsék az emberek gondjait-bajait a zene, a tánc és a költemények révén. A múzsák alakjaihoz csak a késő hellenikus kortól kötődik az az állandósult feladatkör, amelyek patrónusaiként ma ismerjük őket:

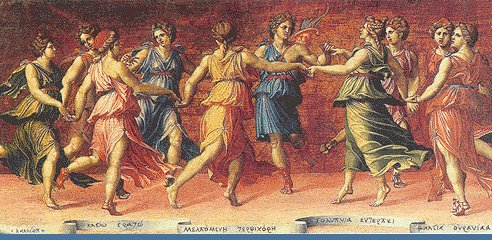
Baldassare Peruzzi: A múzsák és Apollón tánca

- Kalliopé: az epikus költészet, a filozófia és a tudományok
- Terpszikhoré: a tánc
- Thaleia (Thália): a komédia, a színház
- Melpomené: a tragédia, a dráma és a gyászének
- Polühümnia: a himnikus költészet
- Euterpé: a lírai verselés és a zene
- Erató: a szerelmi költészet és a dalok
- Kleió: a történetírás
- Uránia: a csillagászat és az asztrológia múzsája.

Alakjaik így együtt teljes képet alkotnak az archaikus költészet korának jellegzetes témáiról.
A római császárkor, a reneszánsz és a neoklasszikus korok műalkotásain, mind a festményeken, mind pedig a szobrokon, a múzsák méltóságteljes pózban, mesterségük jelképeivel együtt jelennek meg. Erató (szerelmi költészet) gyakran kitharát tart, vagy rózsakoszorút visel, Euterpé (lírai költészet) alakját fuvolával, Kalliopét (epikus költészet) viasztáblával és íróvesszővel, Kleiót (történetírás) kezében papirusztekerccsel ábrázolják, Melpomené (tragédia) tragikus maszkot, míg Thaleia (komédia) komikus színész álarcot tart; Polühümnia (himnikus költészet) leggyakrabban elgondolkodó tekintettel állva, Terpszikhoré (tánc) táncoló pózban vagy lanttal, Uránia (csillagászat) földgömbbel jelenik meg.

## Társadalmi szerepük
A görög musza szónak az istennőket jelölő általános értelmezésén túl az irodalmi jelentése: „dal” vagy „költemény”. Pindarosz műveiben „hordozni a muszát” annyit tesz „énekelni a dalt”. A szó minden bizonnyal az Indo-Európai men- tőből származik – ebből erednek a görög Mnémoszüné, a latin Minerva, és az angol „mind” (értelem), „mental” (szellem) és „memory” (emlékezet) szavak.
A múzsák egyszerre voltak az időmértékes verselés megtestesítői és támogatói is: a musziké tehát a „múzsák művészetét” jelentette.
Az antik világ költői egyben zenészek is voltak. Egy-egy különleges versforma egy adott dallamot is jelentett. Az archaikus korban a könyvek széles körű elterjedése előtt, gyakorlatilag ez a műfaj jelentette az ismeretek, a tudás tárházát.
Az első görög csillagászati könyv Thalésztől, daktilikus hexameterben íródott, csakúgy, mint a pre-Szókratészi filozófusok annyi más műve, vagy Platón és Püthagorasz egyértelműen a musziké alfajába tartozó filozófiai költeményei. Hérodotosz, aki a nyilvános felolvasás egyik úttörője volt, Hisztoriai (Történelem) című, kilenc könyvből álló művét a kilenc múzsáról nevezte el.
A költő és „törvényhozó” Szolón szerint a múzsák a „jó élet kulcsai”. Jelenlétük jólétet és barátságot hoz. Szolón verseit az athéni ifjak nyilvános előadásokon szavalták–a múzsák megidézésével kiegészítve–az évente megrendezett ünnepi játékok alkalmával. A költő így terjesztette politikai eszméit és reformjait a korabeli polgárság között.
A múzsák ítélkeztek Apollón és Marszüasz versenyében. Ők szedték össze és égették el Kalliopé fia Orpheusz széttépett testének darabjait. Ők vakították meg Thamüriszt, a trák dalnokot aki vakmerően és önhitten versenyre hívta ki őket.

## Irodalmi szerepük

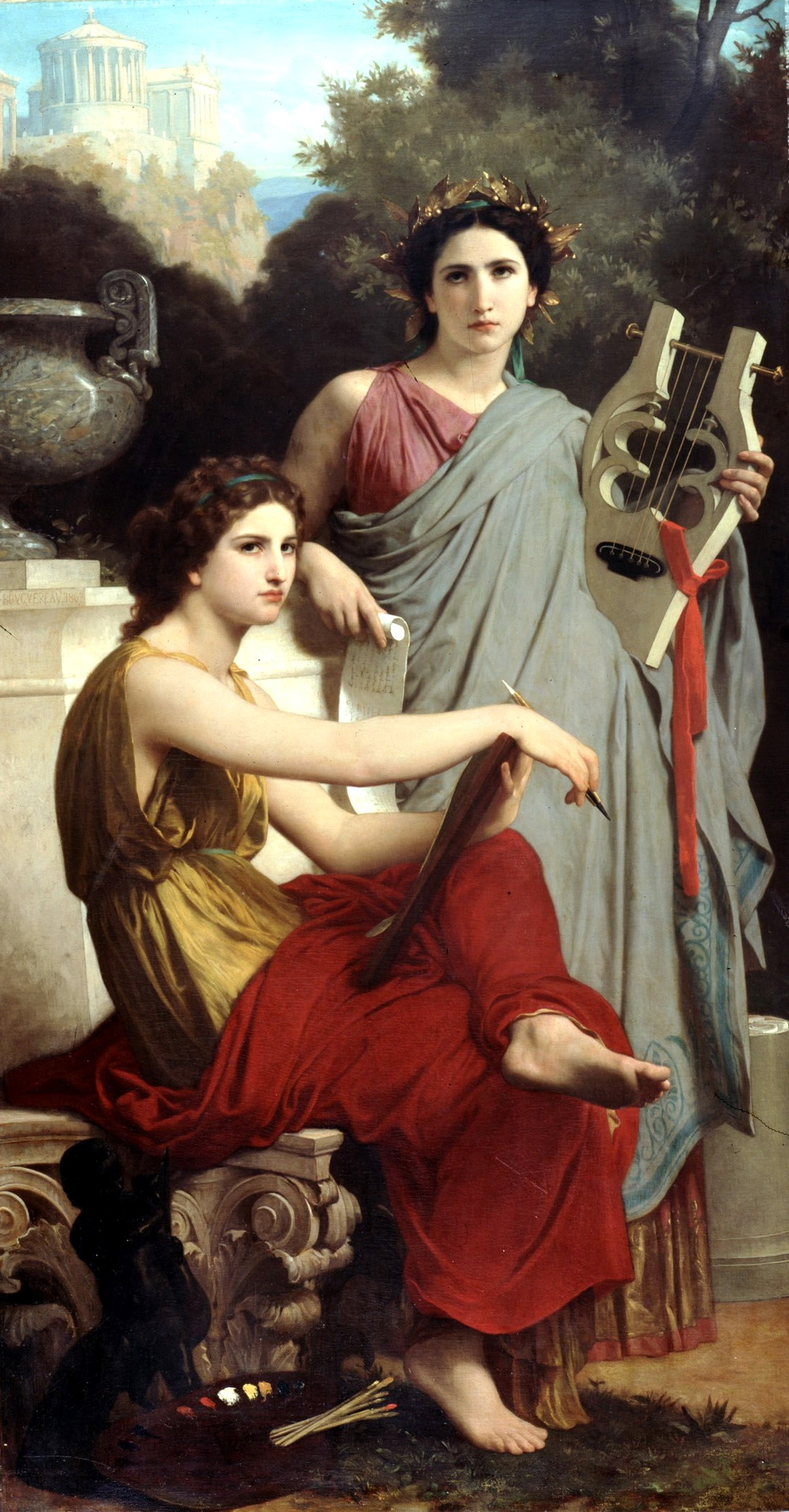
William-Adolphe Bouguereau: A művészet és az irodalom, 1867

Az epikus költemények vagy klasszikus görög történetek elején általában megidézik a múzsákat. Ők az alkotó segítőtársai és az igazság kinyilatkoztatói, a költő csupán szócső. A múzsák megidézése eredetileg arra utal, hogy a szerző a poétai hagyományok és formulák szerint alkot. Három klasszikus példa:
„Homérosz: Odüsszeia Első ének:
Férfiuról szólj nékem, Múzsa, ki sokfele bolygott
s hosszan hányódott, földúlván szentfalu Tróját,”
(Fordította: Devecseri Gábor)
Dante Alighieri: Isteni színjáték, Pokol II. ének:
„Ó, Múzsa, nagy szellem, tiéd ez új dal,
ó lélek, aki írod, amit láttam,
nemességed elválik majd ezúttal!”
(Fordította: Babits Mihály)
John Milton: Elveszett paradicsom I. könyv
„Az ember legelső bűnét, s a tiltott
fa gyümölcséből-kóstolást, amely
halált hozott e földre, kínt reánk,
s kivert az Édenből, míg egy különb
Ember megváltott, s visszahozta üdvünk,
zengd, Múzsa,”
(Fordította: Jánosy István)

## A múzsák kultusza

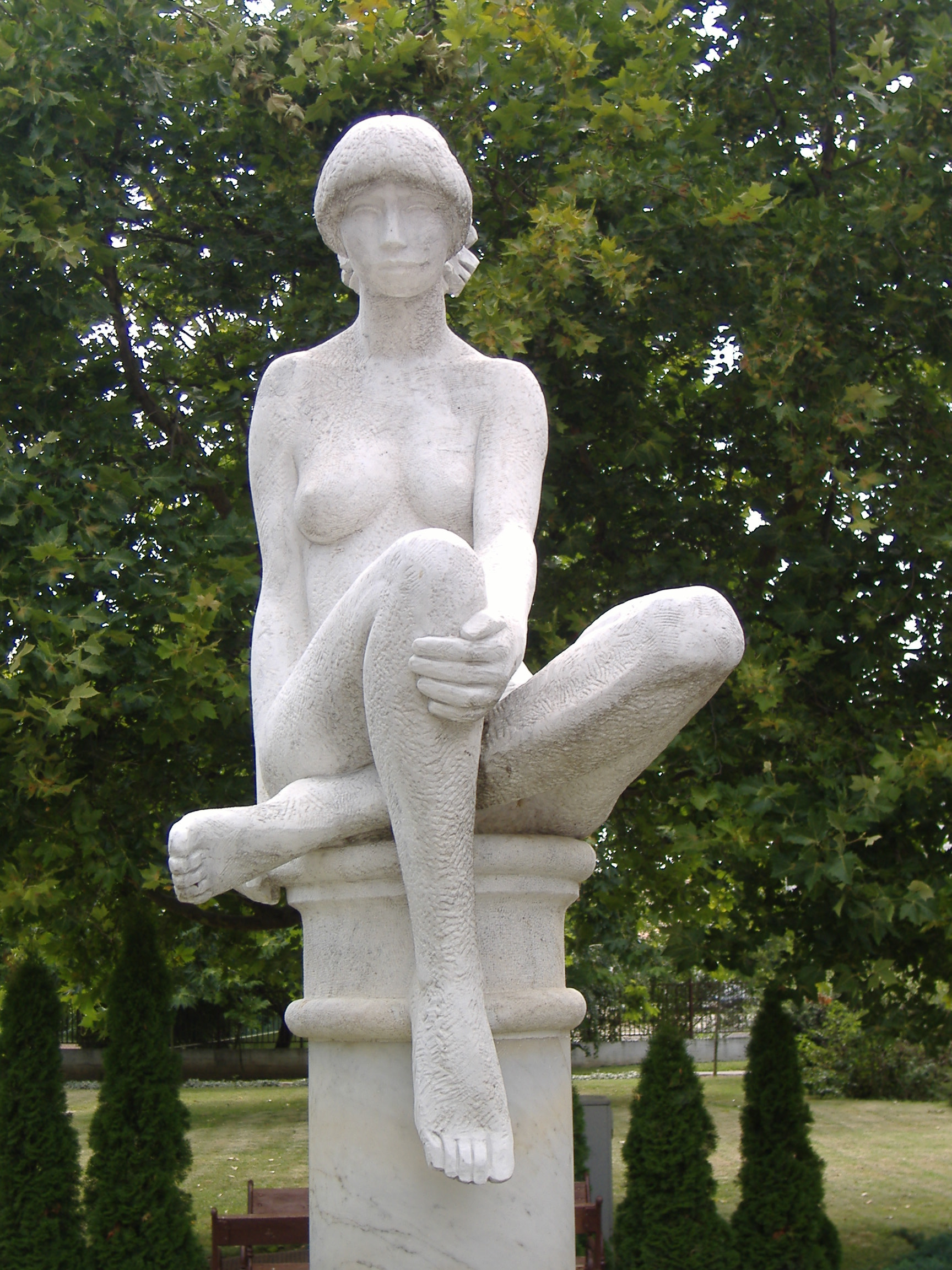
A makói Múzsák kútjának főalakja

A múzsák szent helyei leggyakrabban patakok, források közelében álltak. Az egyik ilyen forrás a Helikón lábánál Aganippe, amelyből a mondák szerint költői lelkesedést merítettek. Ma is találhatunk múzsa-szentélyeket a boiótai Hippokréné-forrásnál vagy Pieria néhány patakjánál. A Parnasszosz egyik sziklahasadéka Delphoi közelében, ahol az ihletet adó Kasztalia-forrás ered, ma is a költészet jelképes otthona. A múzsákat e kiemelt szent helyük nyomán "Kasztaliai-nimfák" néven is emlegetik.
A múzsa-kultusz gyakran keveredett a görög dalnokok hős-kultuszával: Thaszoszban, Arkhilokhosz, a jambikus költészet atyjának sírjánál, Hésziodosz és a megvakított Thamürisz emlékére Boiótiában rendszeresen művészeti fesztiválokat, költői versenyeket rendeztek, ahol verseléssel és dallal áldoztak a múzsák előtt.
A múzsák áldozati helyei gyakran kapcsolódtak az Apollón szentélyekhez, mert az olümposzi istenek közül Apollón volt a múzsák karának vezetője, aki ezért az Apollón Muszagétész címet is viselte.
Amikor Püthagorasz Krotónba költözött, első tanácsa az volt, hogy a városközpontban emeljenek templomot a múzsák tiszteletére.
A Nagy Sándor síremléke közelében i. e. 308-ban épült Alexandriai könyvtárt, és az itt tanító tudósok körét muszaion-nak, azaz a múzsák otthonának nevezték.
A 18. században a Felvilágosodás számos alakja próbálta újraéleszteni a „Múzsák kultuszát”. A leghíresebb, a forradalmi lázban égő Párizsban működő Neuf Soeurs, a szabadkőművesek páholyának Kilenc Nővér elnevezésű csoportja volt. Tagjai között volt Voltaire, Benjamin Franklin, Danton és a korszak jó néhány további befolyásos képviselője. A mozgalom érdekes „mellékhatása”, hogy ők használták először a mousaionszót a ma is használatos „múzeum” értelemben, mint a közkinccsé tett tudás házát.

## Érdekességek
- Platón tisztelete és elismerése jeléül a leszboszi költőnőt, Szapphót nevezte a „tizedik múzsának”.
- A Szabad Fiumei Állam Gabriele D’Annunzio-féle 1920-as alkotmánya a 9 múzsa köré épült. Körük kiegészült Energeiával (Energia), mint a „tizedik múzsával”.
- A 2000 című képregény-könyvsorozatban a Tizedik múzsa című rész Zeusz modern kori lányának alakját rajzolja meg.
- A múzsa szó jelenkori jelentése: a művészt inspiráló, ihletet adó alak.
- New Orleansban kilenc utca viseli a múzsák nevét.
- A múzsák a Herkules (1997) című Disney rajzfilmben narrátorként jelennek meg.
- A Robert Greenwald rendezte Xanadu című zenés filmben Olivia Newton-John Terpszichorét, a tánc múzsáját alakítja. A film további szereplői Gene Kelly és Michael Beck.
- A 'Xanadu' előző változatában, a 'Down to Earth' című 1947-ben készült filmben Rita Hayworth alakítja Terpszichorét.

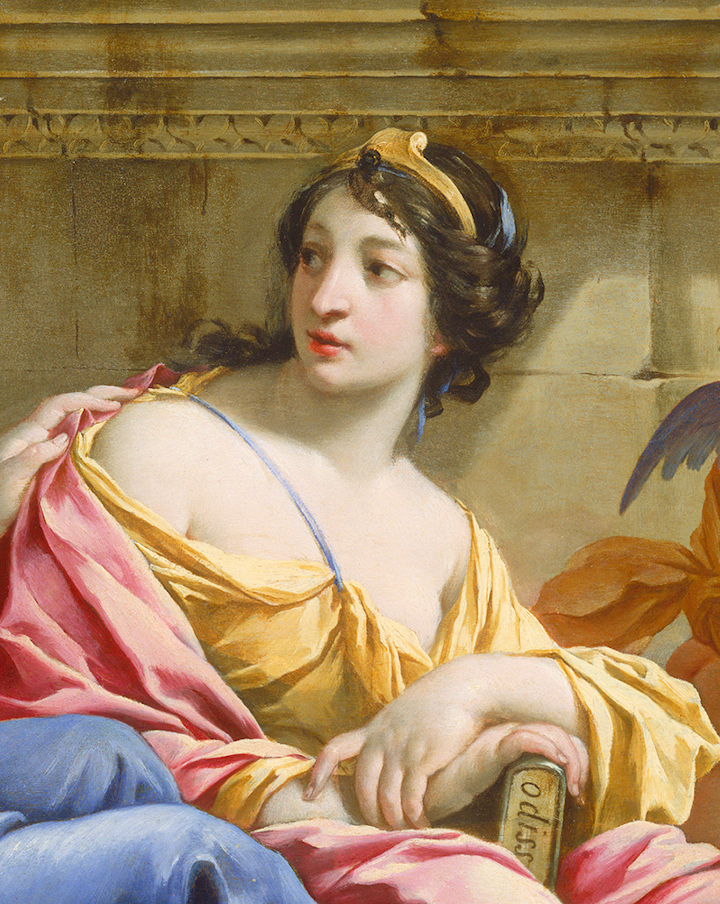
Kalliopé
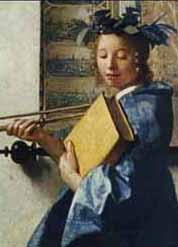
Kleió
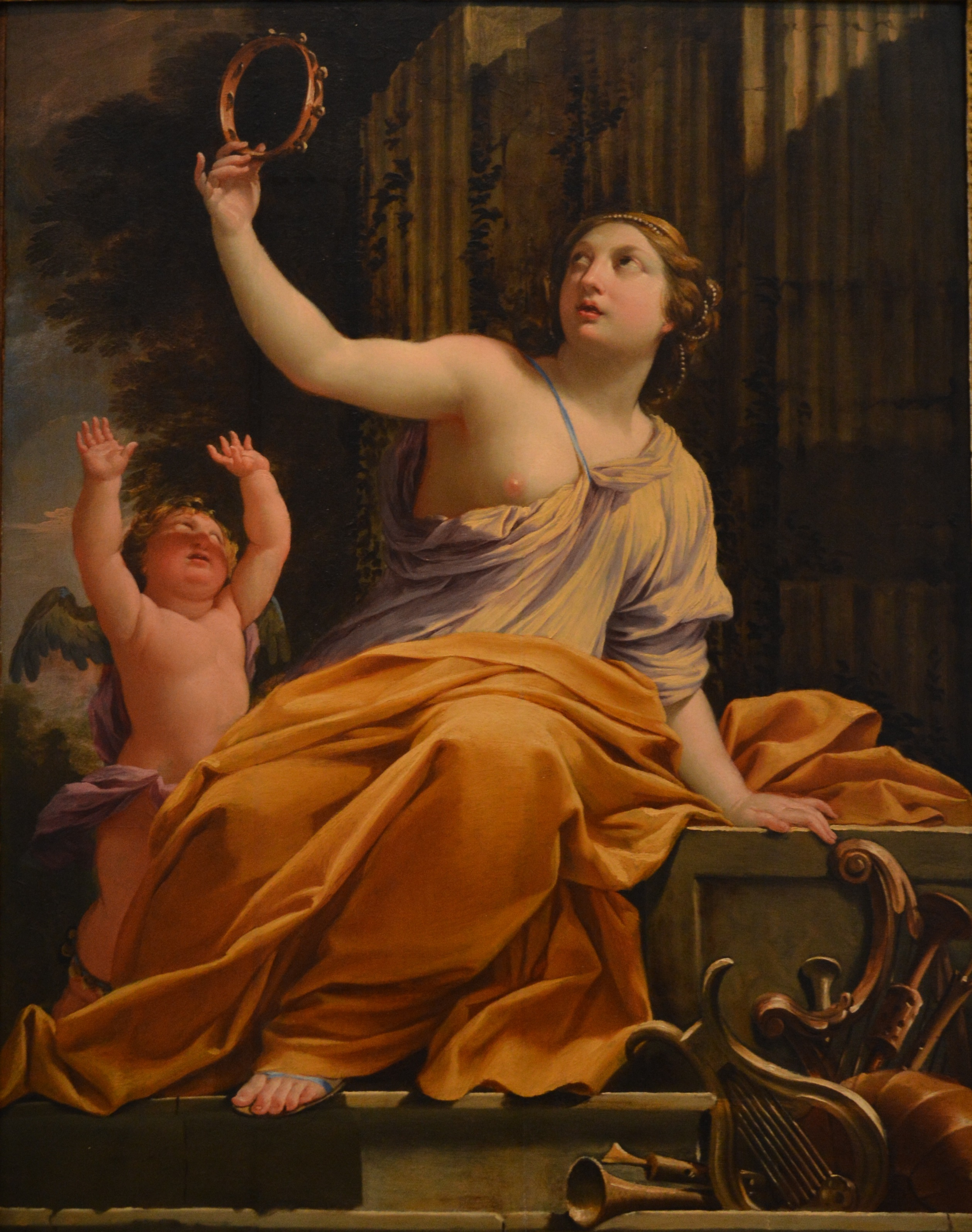
Erató
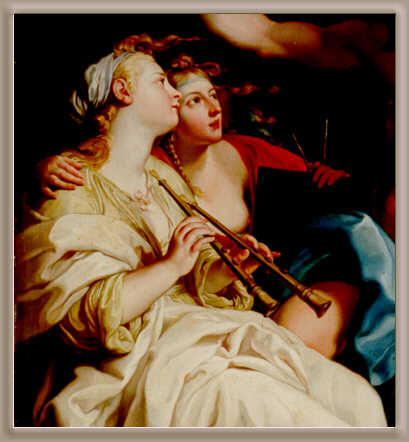
Euterpé, balra, Urániával
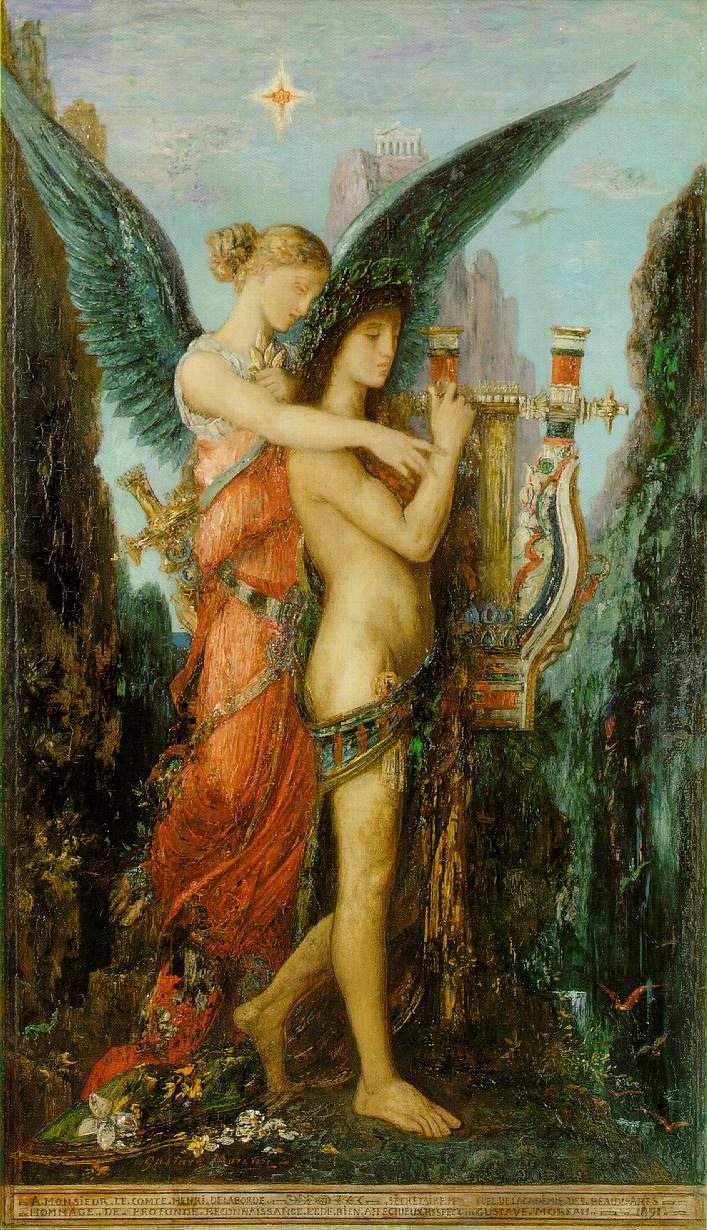
Melpomené
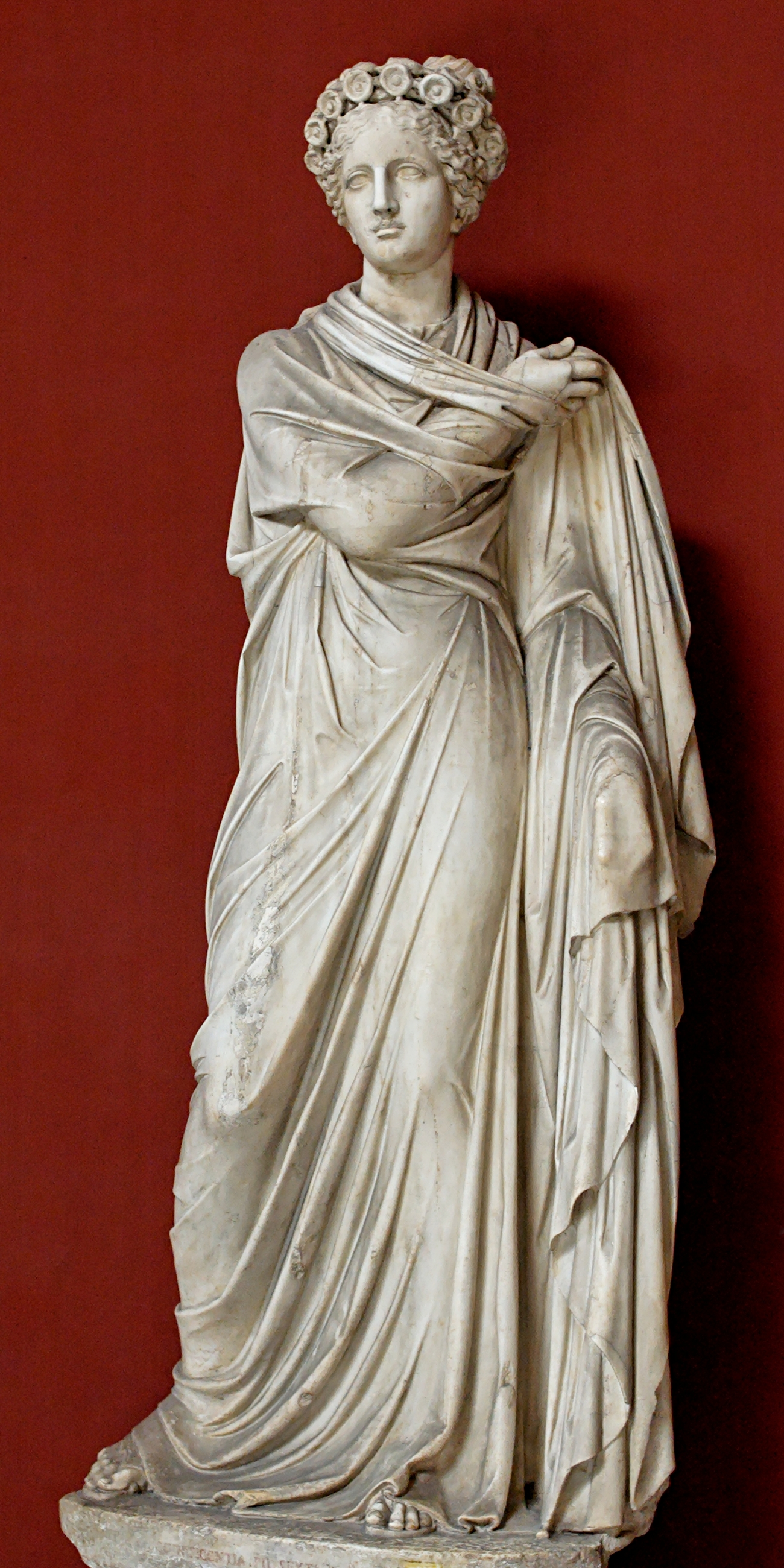
Polühümnia
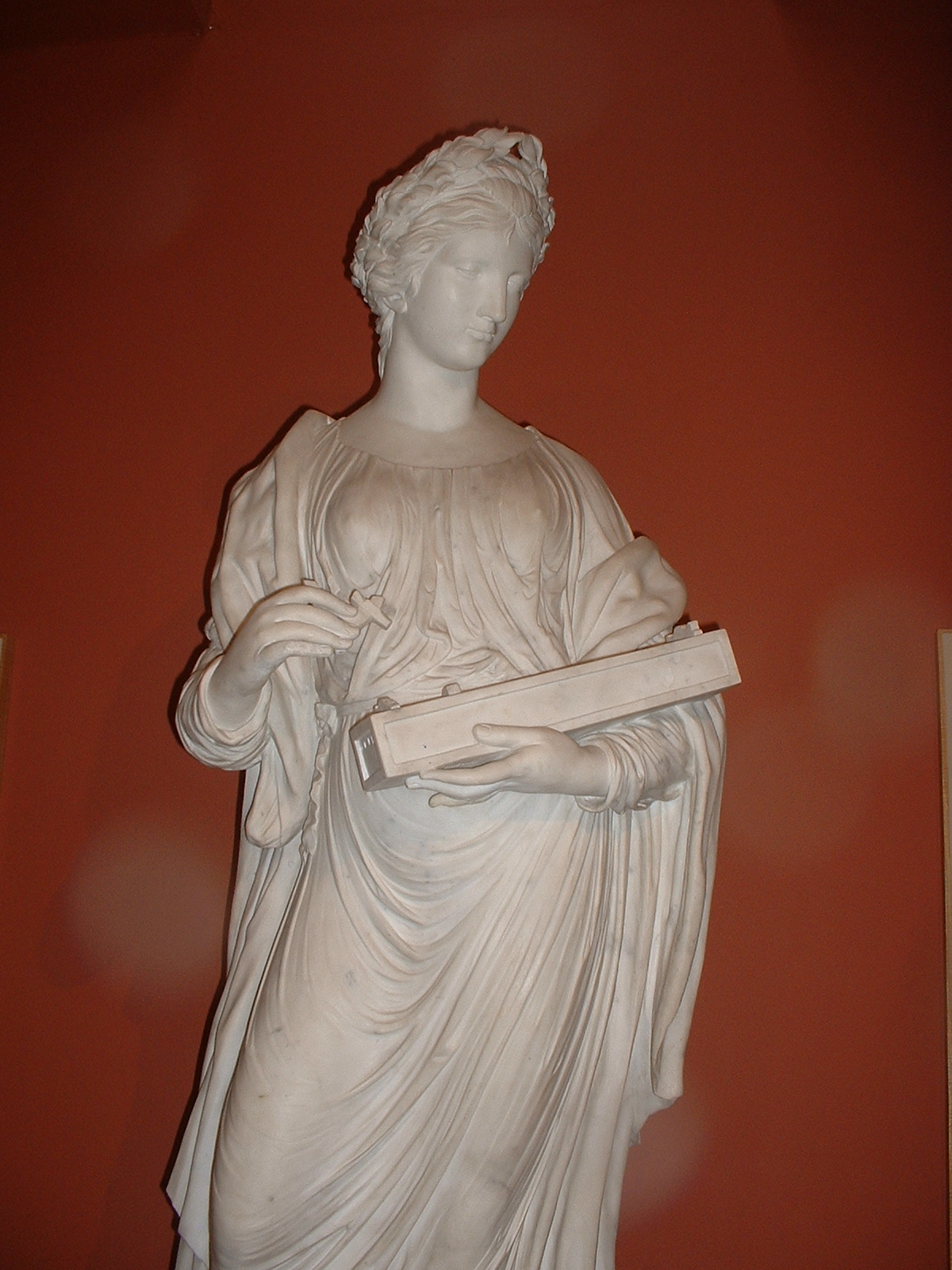
Terpszikhoré
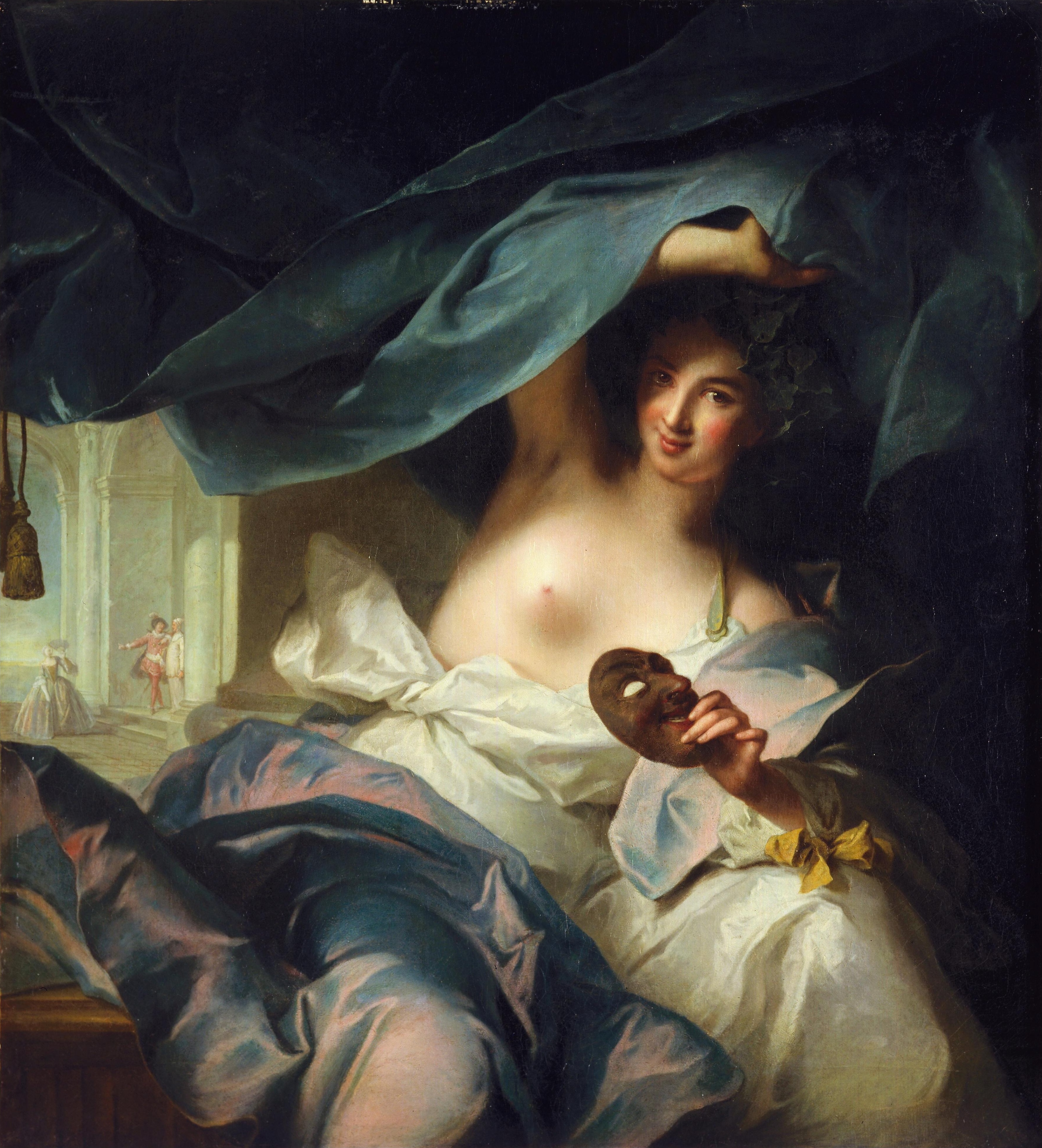
Thaleia
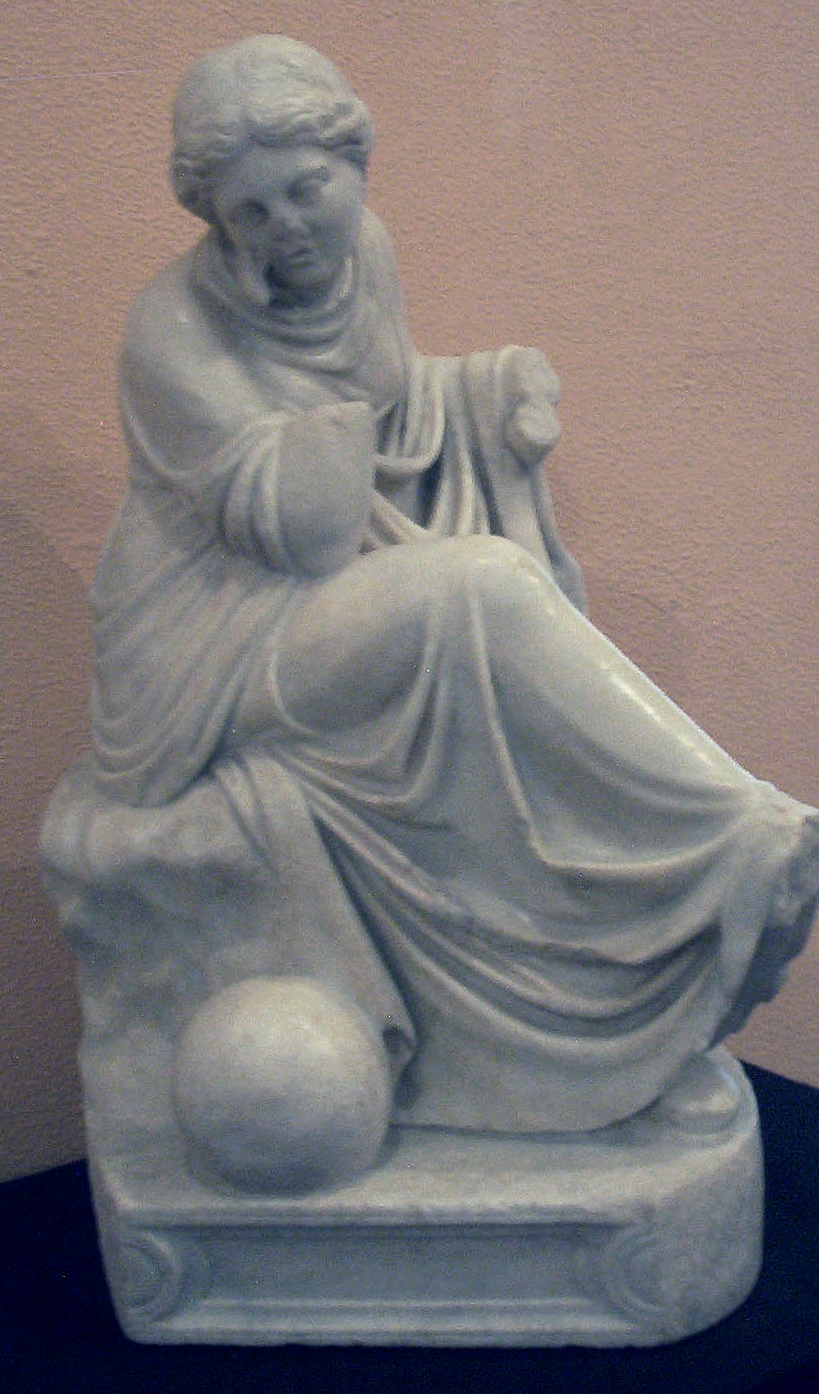
Uránia